# زبان اشاره نیکاراگوئه‌ای
زبان اشاره نیکاراگوئه‌ای (ISN؛ اسپانیایی: Idioma de Señas de Nicaragua‎) یک زبان اشاره است که توسط جامعه ناشنوایان نیکاراگوئه به کار می‌رود. این زبان در دهه ۱۹۸۰ به‌طور خودجوش ساخته شد.